# Bulćiza
Bulćiza (alb. Bulqizë) je grad u Albaniji u okrugu Diber. Sedište je istoimene opštine.